# Andreï Tarkovski
Pour les articles homonymes, voir Tarkovski.
 (juin 2025).
La mise en forme du texte ne suit pas les recommandations de Wikipédia : il faut le « wikifier ».
Les points d'amélioration suivants sont les cas les plus fréquents. Le détail des points à revoir est peut-être précisé sur la page de discussion.
- Les titres sont pré-formatés par le logiciel. Ils ne sont ni en capitales, ni en gras.
- Le texte ne doit pas être écrit en capitales (les noms de famille non plus), ni en gras, ni en italique, ni en « petit »…
- Le gras n'est utilisé que pour surligner le titre de l'article dans l'introduction, une seule fois.
- L'italique est rarement utilisé : mots en langue étrangère, titres d'œuvres, noms de bateaux, etc.
- Les citations ne sont pas en italique mais en corps de texte normal. Elles sont entourées par des guillemets français : « et ».
- Les listes à puces sont à éviter, des paragraphes rédigés étant largement préférés. Les tableaux sont à réserver à la présentation de données structurées (résultats, etc.).
- Les appels de note de bas de page (petits chiffres en exposant, introduits par l'outil «  Source ») sont à placer entre la fin de phrase et le point final[comme ça].
- Les liens internes (vers d'autres articles de Wikipédia) sont à choisir avec parcimonie. Créez des liens vers des articles approfondissant le sujet. Les termes génériques sans rapport avec le sujet sont à éviter, ainsi que les répétitions de liens vers un même terme.
- Les liens externes sont à placer uniquement dans une section « Liens externes », à la fin de l'article. Ces liens sont à choisir avec parcimonie suivant les règles définies. Si un lien sert de source à l'article, son insertion dans le texte est à faire par les notes de bas de page.
- La présentation des références doit suivre les conventions bibliographiques. Il est recommandé d'utiliser les modèles {{Ouvrage}}, {{Chapitre}}, {{Article}}, {{Lien web}} et/ou {{Bibliographie}}. Le mode d'édition visuel peut mettre en forme automatiquement les références.
- Insérer une infobox (cadre d'informations à droite) n'est pas obligatoire pour parachever la mise en page.

Pour une aide détaillée, merci de consulter Aide:Wikification.
Si vous pensez que ces points ont été résolus, vous pouvez retirer ce bandeau et améliorer la mise en forme d'un autre article.
Andreï Tarkovski (en russe : Андрей Тарковский /ɐnˈdrʲej tɐrˈkofskʲɪj/) est un réalisateur, scénariste et écrivain soviétique, né le 4 avril 1932 à Zavrajié dans le raïon de Iouriévets (ru) en URSS (actuellement raïon de Kady (ru), oblast d'Ivanovo en Russie) et mort le 29 décembre 1986 à Neuilly-sur-Seine en France d'un cancer du poumon.
Considéré comme un des plus grands réalisateurs soviétiques, il a réalisé sept longs-métrages qui le placent parmi les maîtres du septième art. Son premier film, L'Enfance d'Ivan (1962), est vu comme le signe d'un renouveau du cinéma soviétique. Mais Tarkovski s'éloigne dès le film suivant, Andreï Roublev (1966), de toute considération politique prosoviétique, ce qui le fera se confronter à la censure avec ses quatre films suivants. Il choisit à la fin des années 1970 de quitter l'URSS pour réaliser ses deux derniers films à l'étranger, Nostalghia (1983) et Le Sacrifice (1986) car les organes soviétiques de cinéma ne lui permettent plus de financer ses films.
Il est récompensé dès son premier long-métrage du Lion d'or à la Mostra de Venise 1962, pour L'Enfance d'Ivan. À leur sortie, ses films sont des succès critiques, mais peinent à trouver leur public. Ils rencontrent néanmoins le succès lorsqu'ils sont de nouveau autorisés en URSS lors de la perestroïka. En 1986, il obtient le grand prix du jury à Cannes pour Le Sacrifice.
Son œuvre, exigeante et empreinte de mysticisme, convoque plusieurs thématiques, comme l'enfance, l'histoire russe, le quotidien, ou encore le rapport à la terre et aux éléments naturels. Ses films, qu'il s'agisse de Stalker (1979) ou de Le Miroir (1975) sont considérés comme des classiques.

## Biographie

### Enfance et formation

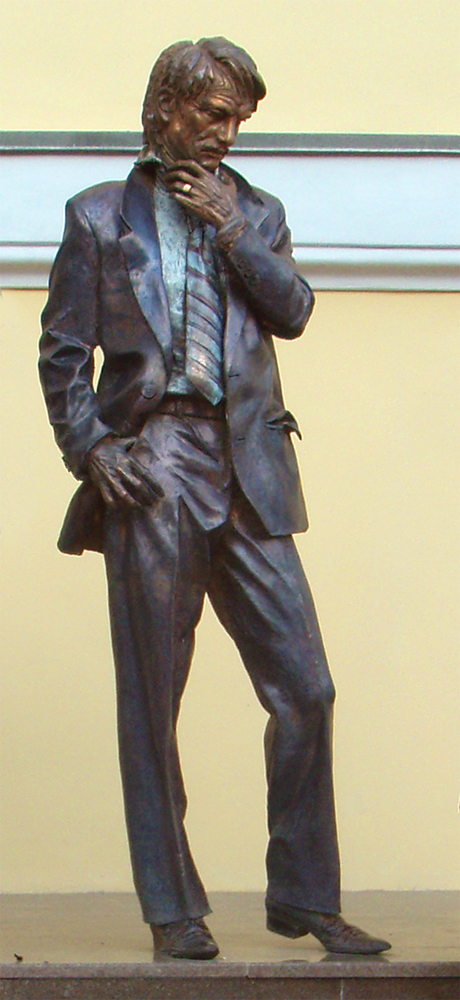
Statue d'Andreï Tarkovski à l’entrée du VGIK à Moscou.

Andreï Arsenievitch Tarkovski (en russe : Андрей Арсеньевич Тарковский /ɐnˈdrʲej ɐrˈsʲenʲjɪvʲɪtɕ tɐrˈkofskʲɪj/ naît à Zavrajié dans le raïon de Iouriévets (ru) en URSS (actuellement raïon de Kady (ru), oblast d'Ivanovo en Russie).
Fils du poète Arseni Tarkovski et de Maria Vichniakova, correctrice (qui joue son propre rôle dans Le Miroir), Andreï Tarkovski évolue dans un milieu qui le pousse à s'intéresser aux arts. « Sa mère avait senti en lui un tempérament artistique » affirme sa femme Larissa Tarkovskaïa[réf. nécessaire]. Sa sœur, Marina, naît en 1934.
Son père quitte le foyer familial en 1935. L'existence d'Andreï Tarkovski se partage alors entre un appartement communautaire à Moscou et la maison de campagne de son grand-père, où son père a laissé de nombreux objets et poèmes qu'Andreï lit dans son adolescence.
En 1943, il suit les cours au lycée de Moscou et étudie aussi la musique et la peinture. En 1947, il doit faire un séjour en sanatorium après avoir contracté la tuberculose. Il étudie ensuite l'arabe à l'institut des langues orientales de Moscou entre 1951 et 1954, et part en Sibérie étudier la géologie.
Il intègre le VGIK (Institut fédéral d'État du cinéma) à Moscou en 1956 où il suit les enseignements de Mikhaïl Romm.
Tarkovski se marie en avril 1957 avec Irma Raush, une camarade de cours du VGIK qui est actrice et tient notamment le rôle de l'innocente muette dans Andreï Roublev. Ils ont un fils, Arseni, né en 1962, qui devient médecin. Le couple se sépare en juin 1970.

### Débuts au cinéma
C'est à partir de là qu'il met en scène son premier court métrage : Les Tueurs, adapté de la nouvelle d'Ernest Hemingway. En 1960, il réalise son film de fin d’études Le Rouleau compresseur et le Violon, un moyen-métrage pour enfants en couleurs dont le scénario a été écrit avec Andreï Kontchalovski.
Son premier long métrage L'Enfance d'Ivan le rend célèbre sur la scène internationale grâce à l'obtention du Lion d'or à la Mostra de Venise en 1962 et sept prix internationaux. Il voyage aux États-Unis et en Italie. Le film est défendu par Jean-Paul Sartre face aux critiques des communistes italiens. L'Enfance d'Ivan annonce un renouveau dans le cinéma soviétique, et permet enfin un détachement avec le réalisme socialiste et l'arrivée de nouveaux auteurs.

### Consécration et ennuis avec la censure soviétique
Tarkovski présente Andreï Roublev au festival de Cannes en 1969. Il a mis quatre ans à réaliser ce film, dont le scénario a été écrit avec Andreï Kontchalovski et qui lui a été commandé par l'État. Les allusions politiques, les partis-pris du scénario et la non-conformité aux idéaux soviétiques déplaisent à la Goskino, à Léonid Brejnev et à la censure, ce qui entraîne un remaniement du montage et une certaine mise au ban du réalisateur dont les projets sont refusés jusqu'en 1972.
Il se remarie en 1970 avec Larissa Egorkina, rencontrée sur le tournage de Andreï Roublev. Ils s'installent la même année dans une maison de campagne à 300 kilomètres de Moscou, qui est la datcha du film Le Miroir. Le réalisateur y commence l'écriture de son Journal, poursuivie presque quotidiennement jusqu'à sa mort, et qu'il accompagne de dessins et de projets. Son second fils, Andreï Jr., naît dans les mois qui suivent.
En 1971, il écrit avec Gorenstein le scénario d'Ariel (Vent clair).
En 1972, il obtient le grand prix spécial du jury du festival de Cannes pour Solaris malgré les 48 coupures imposées par la censure soviétique (Goskino (Госкино)). Ce film, souvent considéré comme le pendant soviétique de 2001, l'Odyssée de l'espace de Stanley Kubrick, obtient un retentissement conséquent. Pourtant, à la fin de sa vie, Tarkovski déclare que c'est le film qu'il aime le moins, à cause des « gadgets pseudo-scientifiques dans le film. Les stations orbitales, les appareils, tout cela m'agace profondément. Les trucs modernes et technologiques sont pour moi des symboles de l'erreur de l'homme. »
Le Miroir, sorti en 1975, intègre dans son récit des épisodes de sa propre enfance ainsi que des poèmes de son père. Son contentieux avec les autorités soviétiques, qui le jugent trop avant-gardiste, éclate à nouveau au grand jour quand celles-ci déprogramment le film du festival de Moscou. Il est néanmoins projeté devant un comité réduit, sous la pression de Michelangelo Antonioni.
La situation force Tarkovski à émigrer pour trouver d'autres ressources financières, artistiques et professionnelles. Il achève néanmoins en URSS la réalisation de Stalker d'après un roman des frères Strougatski.

### Départ de l'URSS

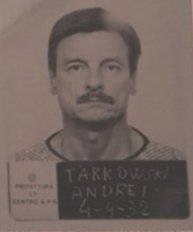
Photographie d'identité judiciaire d'Andreï Tarkovski, prise en août 1985 au camp de réfugiés de Latina (Italie).

Après plusieurs voyages en Italie, en Suède ainsi qu'au Royaume-Uni où il monte Boris Godounov, l'opéra de Modeste Moussorgski, il décide finalement de revenir en URSS en 1981 afin de retrouver Larissa, son épouse et Andreï Jr., leur fils. Tarkovski quitte définitivement son pays l'année suivante pour s'établir en Italie où il tourne Nostalghia, écrit avec Tonino Guerra, le scénariste de Michelangelo Antonioni, un film largement autobiographique[réf. souhaitée] sur la nostalgie que peuvent éprouver les Russes très attachés à leurs racines.
Mosfilm empêche son fils Andriouchka, sa femme Larissa et leur chien Dakus de le rejoindre de crainte qu'ils ne retournent pas en Union soviétique. Tarkovski est finalement rejoint quelques années plus tard par sa femme en Italie. À Cannes, en mai 1983, il reçoit des mains d'Orson Welles le prix du cinéma de création pour Nostalghia, ex-aequo avec L'Argent de Robert Bresson.
Enfin, Ingmar Bergman invite Tarkovski à tourner Le Sacrifice sur l'île de Fårö où il habite. En décembre 1985, alors qu'il monte ce film, un cancer du poumon lui est diagnostiqué. Cette maladie a déjà tué en 1982 Anatoli Solonitsyne, l'un de ses acteurs fétiches. Des amis français, dont l'actrice Marina Vlady et son compagnon le chirurgien Léon Schwartzenberg, qui le soigne, accueillent le réalisateur à Paris. Il y est hospitalisé grâce à François Mitterrand et au maire de la ville, Jacques Chirac, qui lui offre un logement et des soins gratuits[réf. nécessaire]. Son fils Andreï reçoit l'autorisation de quitter l'URSS et le rejoint le 19 janvier 1986. Leurs retrouvailles sont filmées par Chris Marker. Il songe au scénario sur la Tentation de Saint-Antoine[réf. nécessaire].

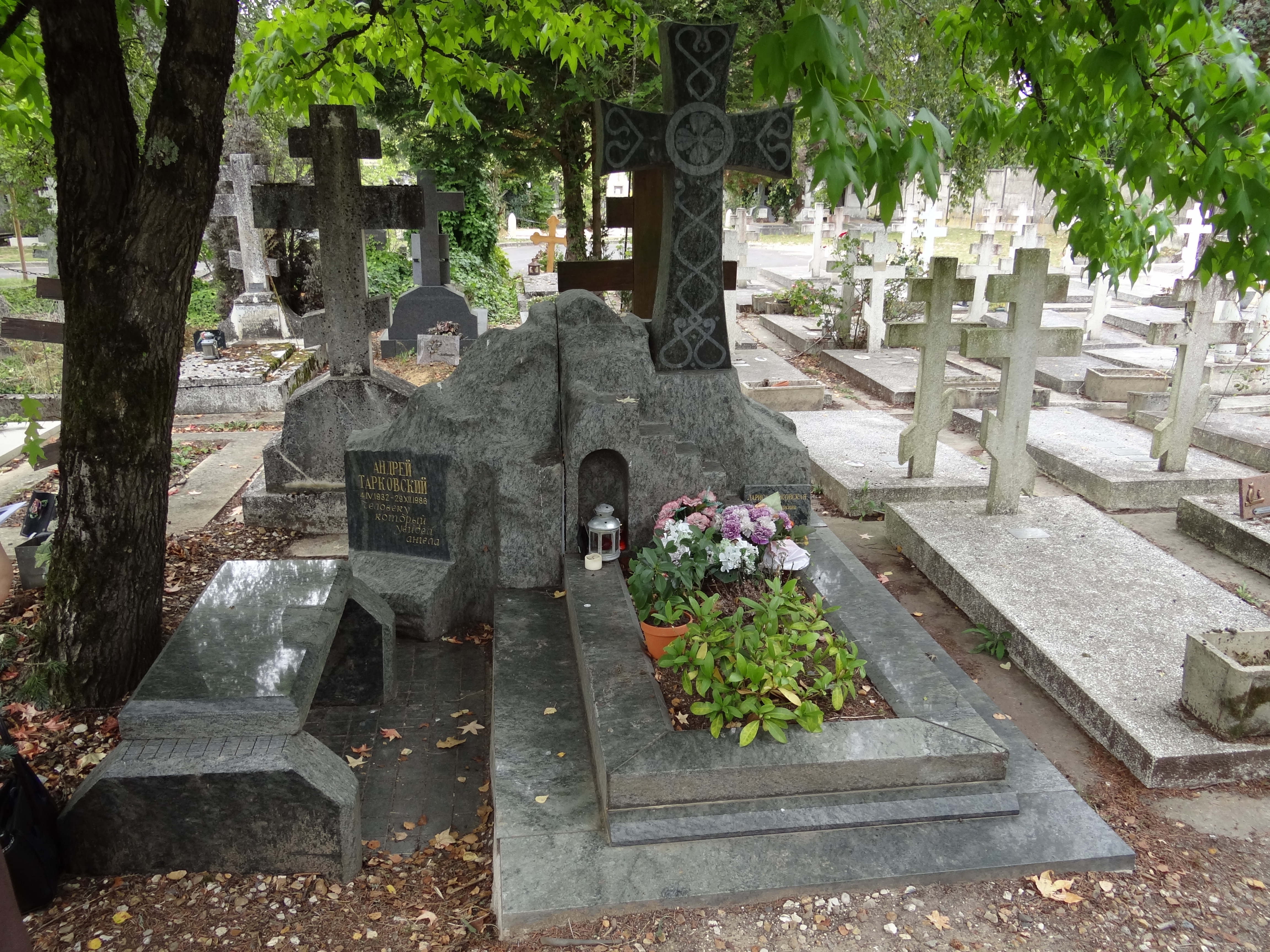
La tombe d'Andreï Tarkovski
(monument réalisé par Ernst Neïzvestny).

Tarkovski meurt des suites de son cancer le 29 décembre 1986 à Neuilly-sur-Seine. Le service funèbre est célébré à la cathédrale Saint-Alexandre-Nevsky de Paris pendant lequel le violoncelliste Mstislav Rostropovitch joue une Sarabande de Bach. Tarkovski est inhumé le 5 janvier 1987 au cimetière russe orthodoxe de Sainte-Geneviève-des-Bois aux côtés d'autres personnalités russes comme Ivan Bounine. Le monument funéraire en granit vert tropical[réf. nécessaire] du sculpteur Ernst Neïzvestny évoque le Golgotha et comporte sept étages, symbolisant les sept films de Tarkovski. Il est surmonté d'une croix orthodoxe réalisée à partir des croquis du réalisateur lui-même.
Le prix Lénine lui est attribué le 20 avril 1990 — à titre posthume — pour une contribution exceptionnelle au développement du cinéma, des œuvres qui contribuent à l'établissement de valeurs humaines universelles et d'idées d'humanisme.

## Analyse de l’œuvre
Les meilleurs films réalisés selon Tarkovski
- Journal d'un curé de campagne de Robert Bresson
- Les Communiants d'Ingmar Bergman
- Nazarín de Luis Buñuel
- Les Fraises sauvages d'Ingmar Bergman
- Les Lumières de la ville de Charlie Chaplin
- Les Contes de la lune vague après la pluie de Kenji Mizoguchi
- Les Sept Samouraïs d'Akira Kurosawa
- Persona d'Ingmar Bergman
- Mouchette de Robert Bresson
- La Femme des sables de Hiroshi Teshigahara

### Rapport au cinéma soviétique
Après la mort de Sergueï Eisenstein en 1948, le cinéma soviétique est orphelin. Le jeune Tarkovski apparaît un temps comme l'homme du renouveau de ce cinéma soviétique, surtout à l'époque de la déstalinisation, qui permettrait, dans l'esprit de certains intellectuels de cette époque, de revenir à l'effervescence cinématographique des années 1920, avant la glaciation stalinienne. Son court-métrage de fin d'études, Le Rouleau compresseur et le Violon, reprend le genre ultra-classique du cinéma pour enfants. Puis il reprend le projet L'Enfance d'Ivan, lancé par la Mosfilm, film de guerre tragique que la maison de production voudrait symbole d'une « nouvelle vague soviétique ». Malgré l'incompréhension que suscitent les scènes de rêve, le résultat est jugé satisfaisant par la censure. Il est donc présenté à Venise en 1962, caractérisé par Jean-Paul Sartre de nouvelle vague « surréaliste socialiste ».
Mais Tarkovski dépasse largement l'effort de « retour aux années 20 » ; il pousse plus loin et revient aux sources russes d'avant la Révolution de 1917. C'est justement cela qui gêne le plus la censure, d'Andreï Roublev jusqu'au Miroir, et qui le contraint à quitter l'URSS, bien plus que les allusions politiques, selon l'historien et critique de cinéma Antoine de Baecque.

### Filmer la terre
La première scène de L'Enfance d'Ivan ainsi que la dernière du Sacrifice montrent un enfant au pied d'un arbre. De même, dans la sixième partie d'Andreï Roublev, le fondeur Boris suit du regard l'enchaînement naturel d'une racine jusqu'à l'arbre, puis revient à la terre. Le prologue de ce même film montre un homme s'envolant dans un ballon d'air chaud, mais la caméra ne regarde que le sol sous lui, et jamais le ciel. Antoine de Baecque note même que, dans Stalker, il n'y a que quatre plans dans lesquels on aperçoit le ciel. L'eau aussi, qu'elle soit mêlée à la terre pour former de la boue, ou sous forme de pluie, est aussi très présente dans les films du réalisateur : Jean Delmas affirme ainsi de Tarkovski qu'il est « le poète de l'eau lourde ».

### Filmer le concret et le quotidien
L’œuvre de Tarkovski convoque souvent un arrière-plan philosophique, historique, voire théologique, d'où la réputation de « cinéma intellectuel ». Pourtant, les lettres de spectateurs et de nombreux analystes, notamment Michel Chion, montrent que les films de Tarkovski frappent avant tout par leur caractère concret, de nombreux objets quotidiens imprégnant l'image. Michel Chion parle d'« hypersynesthésie » pour caractériser ces films.

« Un passant aperçu dans la rue avec un parapluie ne représente en soi absolument rien de nouveau. Il n'est qu'un parmi d'autres qui pressent le pas pour s'abriter de la pluie. Mais, dans les termes de l'image artistique que nous venons de citer, un instant de vie, unique et incomparable pour son auteur, est reproduit dans une forme parfaite et simple. »

— Andreï Tarkovski
Dans ce passage de son livre Le Temps scellé, Tarkovski commente sur un haïku où le concept d'image artistique se révèle aisément. En effet, Tarkovski argumente que, selon lui, l'image artistique prend vie sur des éléments concrets de la vie et que c'est sur cette base que l'artiste va alors transformer des situations banales en des phénomènes singuliers et inégalables. Tarkovski poursuit également en expliquant que même à travers des événements tout à fait anodin de la vie quotidienne, l'artiste à la possibilité de pouvoir les mettre en image tout en véhiculant la façon dont il/elle les ressent et les comprend. Tarkovski précise : « L'ampleur étonnante de l'expression artistique tient ici par la grâce de la fixation précise de la situation et de l'humeur ».
Tarkovski fait toujours preuve d'une extrême attention aux objets apparaissant dans ses films, dont la disposition est nourrie d'une connaissance précise de l'histoire de la peinture. Vus le plus souvent en détail, de nombreux plans les montrent aussi déplacés par une force invisible : vent, vibrations, soudaine apesanteur d'une station spatiale, justifiant diégétiquement la composition d'images qui peuvent rappeler le concept dalinien de « nature morte vivante ».

### L'enfance
La sensibilité de Tarkovski pour l'âme enfantine faite de mélanges des pensées rationnelles et magico-phénoménistes, est la marque de ses nombreuses références à des enfants dans ses films. Ivan, Boriska et Aliocha perçoivent le monde comme tout enfant peut l'appréhender. Ils sont heureux, malheureux, déçus par les adultes qu'ils idéalisent (Boriska dont le père est le détenteur avare d'un secret de fabrication) et finissent par se construire en adultes plus ou moins écorchés (Ivan). On peut ainsi faire le rapprochement avec Bergman souvent frappant, quelles différences entre les enfants des films de Tarkovski et Fanny et Alexandre par exemple ou encore Alexandre et Voula dans Paysage dans le brouillard d'Angelopoulos ?[réf. nécessaire]

### Mysticisme
- Si vous ne connaissez pas le sujet, laissez ce bandeau (vous pouvez alors contacter les auteurs).
- Si vous supprimez le contenu mis en cause (vous pouvez préalablement contacter les auteurs),

argumentez précisément cette suppression dans la page de discussion
(un manque de référence n'est pas un argument ; une recherche réelle de référence doit avoir été effectuée, être formellement documentée).
Empreintes d'une pensée orthodoxe slave et de panthéisme, ses œuvres explorent le basculement de l'Homme vers la folie ou tentent de franchir la frontière ténue séparant l'imaginaire du rationnel, créant une imagerie hypnotique et visionnaire où s'entrelacent tout un réseau de symboles d'origine païenne ou chrétienne et une série de figures poétiques alliant le profane et le sacré. La spiritualité, la présence de la terre et son union prophétique avec les trois autres éléments de la vie (eau, feu et air), la solitude des êtres, leurs rêves, leurs fantasmes, leur imagination et leurs tourments existentiels sont des thèmes chers à Tarkovski[Interprétation personnelle ?].

« La fonction de l'art… est de préparer l'homme à sa mort, de labourer et d'irriguer son âme, et de la rendre capable de se retourner vers le bien. »

Il n'est cependant pas justifié de limiter sa créativité et son engagement à « l'âme russe » ou « slave », orthodoxe, mystique, ou autres. Comme pour les romanciers Tolstoï, Dostoïevski ou le philosophe Léon Chestov entre autres et auxquels on peut le rattacher, la portée de leurs œuvres est surtout humaniste et universelle. En effet les films L'Enfance d'Ivan, Andreï Roublev, Solaris, Le Miroir, et surtout Stalker peuvent donner un sentiment qu'on navigue en plein mysticisme avec force phénomènes étranges ou insolites. Il s'agit plutôt de procédés narratifs avec utilisation de symboles (profanes ou sacrés) au service d'une pensée attachée à décrire l'humain dans sa grandeur, ses décadences et de mettre en lumière ses contradictions, sa violence et ses rapports à l'amour, charnel et sacré et à la volonté de puissance.

### Postérité artistique
Son œuvre, teintée de mysticisme, est l'une des plus originales du cinéma du XXe siècle. Andreï Tarkovski est souvent considéré par la critique comme un des maîtres du septième art, à l'égal d’Ingmar Bergman, Orson Welles, Luis Buñuel, Akira Kurosawa, Kenji Mizoguchi, Robert Bresson, Michelangelo Antonioni ou Federico Fellini, Alexandre Dovjenko, Jean Vigo, Satyajit Ray, Pier Paolo Pasolini (qui ont d'ailleurs quasiment tous été pour lui des modèles majeurs),.
Le cinéma de Tarkovski est unanimement reconnu. Il a particulièrement influencé Nuri Bilge Ceylan dans son film Uzak, Šarūnas Bartas, Alexandre Sokourov ainsi qu'Andreï Zviaguintsev dans son film Le Bannissement. 

## Filmographie

### Réalisateur et scénariste

#### Courts-métrages
- 1956 : Les Tueurs (Убийцы)
- 1959 : Il n'y aura pas de départ aujourd'hui (Сегодня увольнения не будет)
- 1960 : Le Rouleau compresseur et le Violon (Каток и скрипка)

#### Longs-métrages
- 1962 : L'Enfance d'Ivan (Иваново детство)
- 1969 : Andreï Roublev (Андрей Рублёв)
- 1972 : Solaris (Солярис)
- 1975 : Le Miroir (Зеркало)
- 1979 : Stalker (Сталкер)
- 1983 : Tempo di viaggio (documentaire coréalisé avec Tonino Guerra)
- 1983 : Nostalghia (Ностальгия)
- 1986 : Le Sacrifice (Offret)

### Scénariste
- 1967 : Sergueï Lazo (Сергей Лазо) d'Alexandre Gordon
- 1968 : Une chance sur mille (Один шанс из тысячи) de Léon Kotcharian (ru)
- 1968 : Tachkent, ville du pain (Ташкент — город хлебный) de Choukhrat Abbassov
- 1971 : La Fin de l'ataman (Конец атамана) de Chaken Aïmanov (ru)
- 1973 : Le Féroce (Лютый) de Tolomouch Okeev
- 1973 : Le Raisin vert (Терпкий виноград) de Bagrat Hovhannessian
- 1979 : Bereguis, zmeï (Берегись! Змеи!) de Zagid Sabitov (ru)

### Projets non réalisés
- 1958 : Kontsentrat (Концентрат)
- 1959 : Antarctique, pays lointain (Антарктида, далёкая страна)
- 1972 : Ariel (Ариэль) d'après Alexandre Beliaïev
- 1973 : L'Idiot d'après Fiodor Dostoïevski
- 1973 : La Montagne magique d'après Thomas Mann
- 1975 : Hoffmanniana (Гофманиана) sur la vie de l'écrivain Ernst Theodor Amadeus Hoffmann
- 1976 : Voyage en Italie
- 1978 : La Lèpre (Сардор)
- 1978 : Crime et Châtiment d'après Dostoïevski
- 1980 : une évocation des derniers jours de Léon Tolstoï
- 1980 : La Mort d'Ivan Ilitch d'après Léon Tolstoï
- 1985 : Le Loup des steppes d'après Hermann Hesse [25]
- 1985 : adaptation des évangiles d'après Rudolf Steiner
- 1985 : une Tentation de Saint Antoine

### Récompenses
- 1962 : L'Enfance d'Ivan, Lion d'or du festival de Venise (avec Journal intime de Valerio Zurlini) ;
- 1969 : Andreï Roublev, prix de la critique internationale à Cannes ;
- 1972 : Solaris, le prix spécial du jury à Cannes ;
- 1983 : Nostalghia, Grand Prix du cinéma de création à Cannes ;
- 1986 : Le Sacrifice, grand prix spécial du jury à Cannes.

### DVD
- Andreï Tarkovski : L'intégrale (2014), coffret 8 DVD, Potemkine Films (nouveaux masters restaurés & sous-titres révisés)[26]

## Publications
- Avec Mikhalkov-Kontchalovski, Andrei Roublev, scénario littéraire du film, avec une interview de Tarkovsky de juillet 1969, introduction et trad. par Luda et Jean Schnitzer, Éditeurs français réunis, 1970[27]
- Le Sacrifice, avec des photos de Sven Nykvist, éd. Schirmer/Moser, 1987  (ISBN 3-88814-512-0)
- Hoffmanniana, scénario pour un film non réalisé, éd. Schirmer/Moser, 1988  (ISBN 3-88814-515-5)
- Le Temps scellé : de L'Enfance d'Ivan au Sacrifice, trad. Anne Kichilov, Charles H. de Brantes, Paris : Éditions de l'Étoile / Les Cahiers du cinéma, 1989  (ISBN 2-86642-372-0)
- Journal 1970-1986, trad. Anne Kichilov, Paris, éditions Cahiers du cinéma, 1993  (ISBN 2-86642-373-9)[28] (Prix du livre Art-et-Essai 1994 décerné par le Centre national de la cinématographie[29])
- Œuvres cinématographiques complètes, trad. André Markowicz, Nathalie Armagier, Sophie Benech [et al.], Paris : Exils littérature, 2001, 2 vol.
- Récits de jeunesse, trad. du russe par Cécile Giroldi, éditions Philippe Rey, Paris, 2004  (ISBN 2-84876-024-9)
- Lumière instantanée, éditions Philippe Rey, 2004  (ISBN 2-84876-015-X)
- A Photographic Chronicle of the Making of The Sacrifice, trad. Layla Alexander-Garrett, Cygnnet, 2012  (ISBN 978-0-9570416-0-8)
- Le Temps scellé, trad. du russe par Anne Kichilov, Charles H. de Brantes, Éditions Philippe Rey, Paris, 2014  (ISBN 978-2-84876-384-2)

### Articles
- « De la figure cinématographique », Positif no 249, décembre 1981
- « Dostoïevski au cinéma », Cahiers du cinéma, no 476, février 1994

## Hommages

### Films documentaires
- En 1987, Alexandre Sokourov, qui fut élève de Tarkovski, a réalisé un film documentaire sur son maître, Élégie de Moscou (en russe : Moskovskaïa eleguia) ;
- Michal Leszczylowski, documentaire Regi Andrej Tarkovskij (1988)  sur Andreï Tarkovski et son film Le Sacrifice ;
- Chris Marker, documentaire Une journée d'Andreï Arsenevitch (2000)[30] sur Andreï Tarkovski.

### Dédicaces
- En 1988, Sergueï Paradjanov dédie Achik Kérib à Andreï Tarkovski.
- Lars von Trier dédie son film Antichrist à Tarkovski[31],[32].
- Wim Wenders dédie son film Les Ailes du désir (1987) à Andreï Tarkovski (ainsi qu'à François Truffaut et Yasujirō Ozu).

### Divers
- Le Festival international du film Andreï Tarkovski, à Ivanovo en Russie, est créé en 2007 en sa mémoire ;
- En 2017, une rétrospective lui est consacrée à la Cinémathèque française[33] et à l'Institut Lumière de Lyon[34].